# David Payne (athlétisme)
Pour les articles homonymes, voir Payne et David Payne.
David Payne (né le 24 juillet 1982 à Cincinnati) est un athlète américain spécialiste du 110 m haies.

## Carrière
En 2007, David Payne remporte la médaille de bronze du 100 m haies des mondiaux d'Osaka en réalisant en 13 s 02 son record personnel. Il confirme son rang dès l'année suivante en devenant vice-champion olympique lors des  Jeux de Pékin avec le temps de 13 s 17.
En 2009, David Payne remporte la finale des Championnats des États-Unis de Eugene en 13 s 12, à égalité avec Terrence Trammell, deuxième. Payne, finalement désigné vainqueur à l'aide de la photo-finish, se qualifie pour les Championnats du monde. À Berlin, l'Américain se classe troisième du 110 m haies avec le temps de 13 s 15, derrière le Barbadien Ryan Brathwaite et Terrence Trammell.

## Records
- 110 m haies : 13 s 02  (Osaka, le 31/08/2007)
- 60 m haies : 7 s 54  (Paris, le 13/02/2009 et Boston le 26/02/2006)

## Palmarès
| Année | Compétition                     | Lieu      | Résultat | Épreuve     | Temps   |
| ----- | ------------------------------- | --------- | -------- | ----------- | ------- |
| 2007  | Championnats du monde           | Osaka     | 3e       | 110 m haies | 13 s 02 |
| 2007  | Finale mondiale de l'athlétisme | Stuttgart | 2e       | 110 m haies | 13 s 08 |
| 2008  | Jeux olympiques                 | Pékin     | 2e       | 110 m haies | 13 s 17 |
| 2009  | Championnats du monde           | Berlin    | 3e       | 110 m haies | 13 s 15 |